# Peene-Südkanal

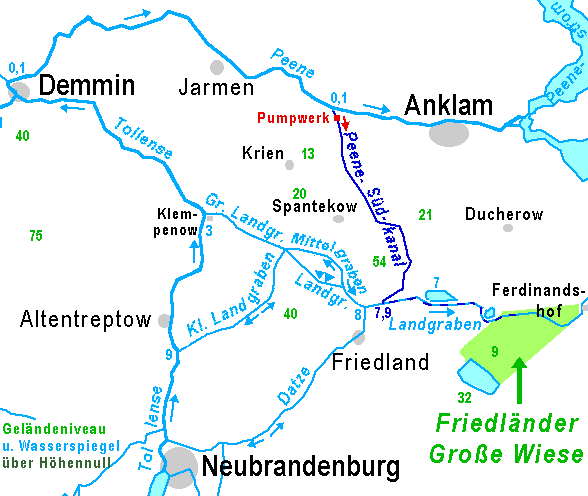
Lage des Peene-Südkanals

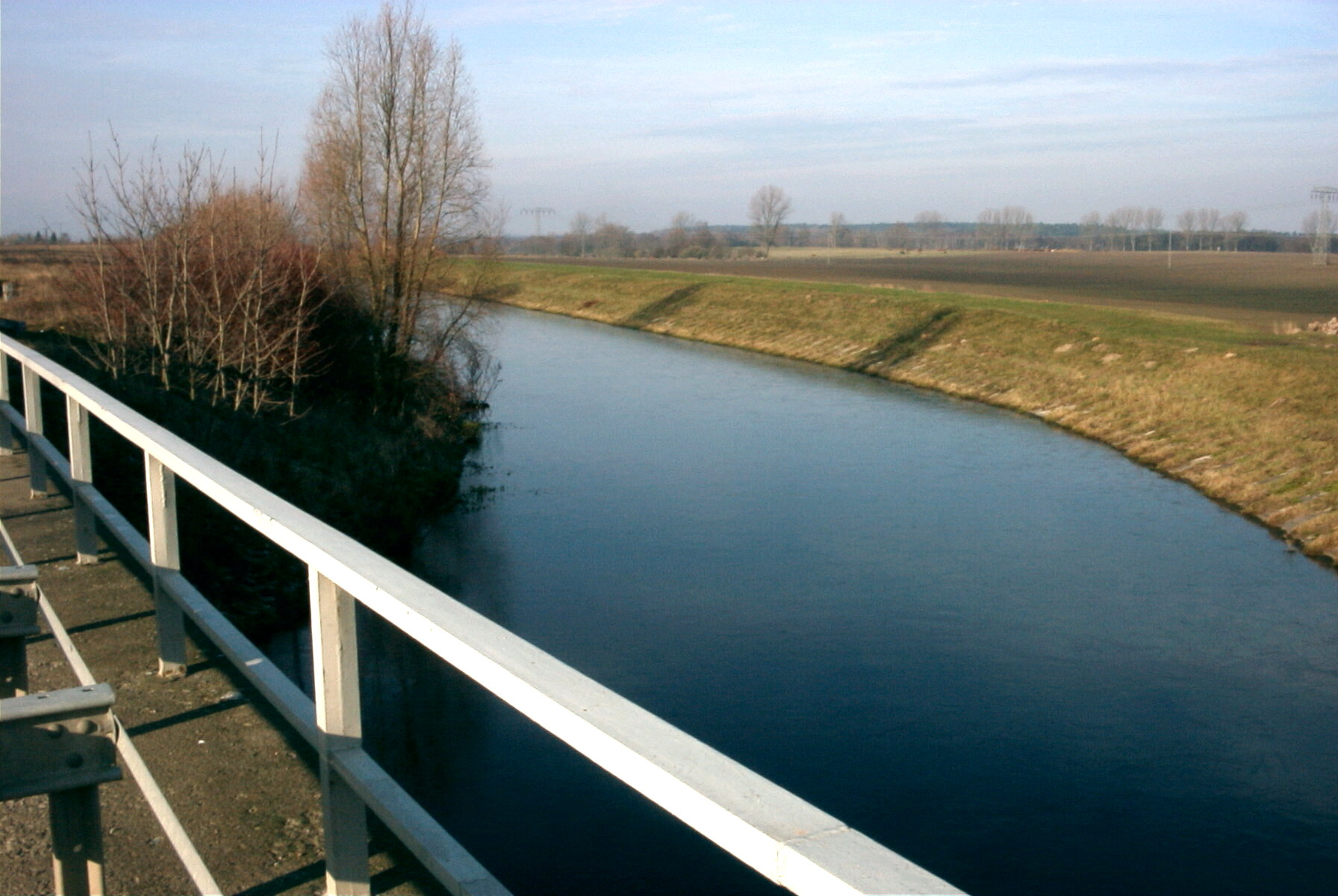
Peene-Südkanal an der Straßenquerung der B 110 bei Dersewitz

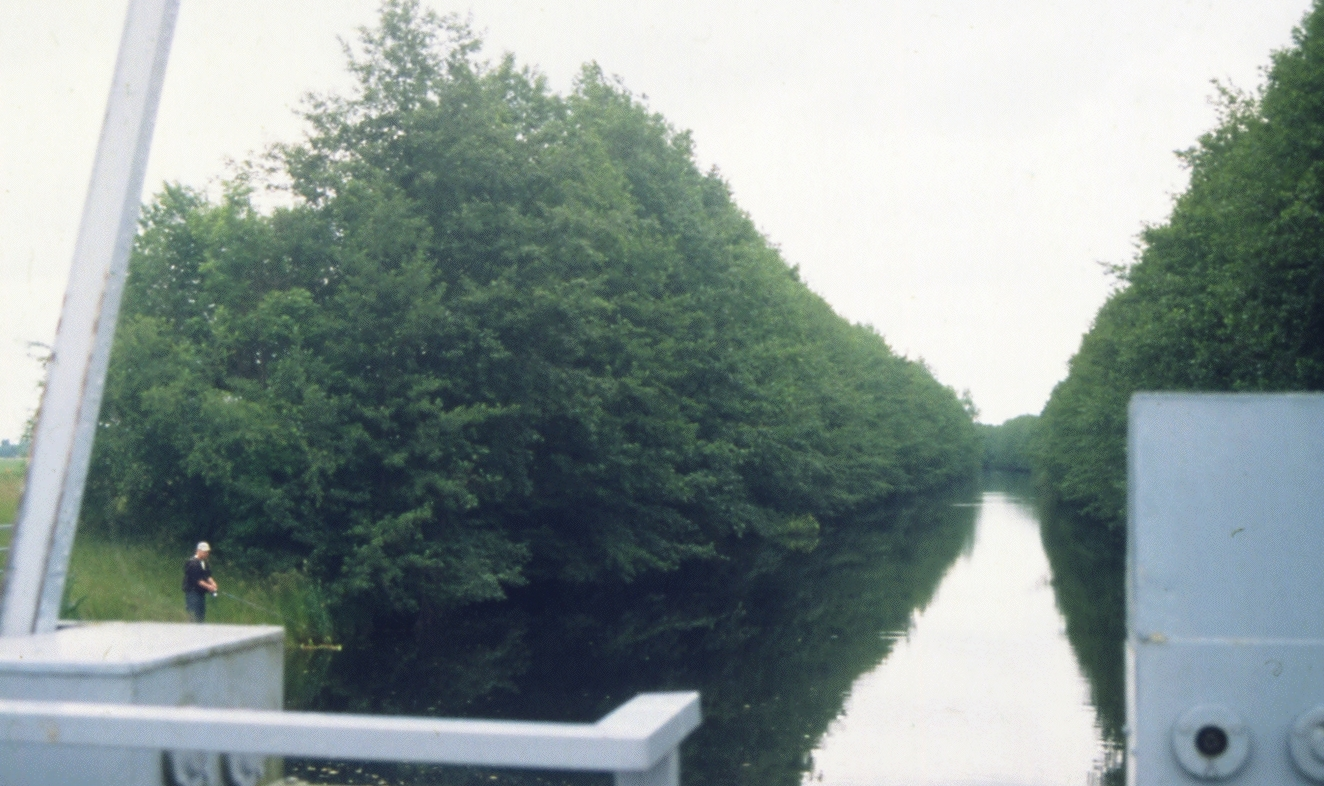
Peene-Südkanal von der Straße Anklam-Spantekow

Der Peene-Südkanal ist ein 27 km langer Bewässerungskanal in Mecklenburg-Vorpommern. Er wurde zwischen 1977 und 1981 angelegt, um bei Bedarf Gebiete südlich der Peene, insbesondere die Friedländer Große Wiese, mit Wasser aus dem Fluss zu versorgen. Das Wasser wird in der Gemeinde Stolpe an der Peene durch das Pumpwerk Dersewitz (beim gleichnamigen Ortsteil) von Meereshöhe auf 12 m über HN angehoben und in den Kanal eingespeist. Am Wehr „Kavelpass“ vor Friedland gelangt es in den östlichen Teil des Landgrabens, 7,9 m über HN. Das Wasser des Kanals wurde intensiv von den anliegenden Betrieben der Landwirtschaft (LPG) zur Bewässerung der Felder genutzt.
Um der Bodenerosion auf der Hochfläche zwischen Peene und Landgraben entgegenzuwirken, wurde längs des Kanals ein beidseitiger Windschutzstreifen angepflanzt. Grund dafür waren auch die Feldbereinigungen für die Großraumwirtschaft der Landwirtschaft der DDR Anfang der 1970er Jahre, bei denen viele Feldrainhecken und andere Gehölzstreifen beseitigt wurden.
Der Südkanal ist mit einer Sohlbreite von 8 Metern und einer Wassertiefe von 2,2 Metern für einen Abfluss von 11,7 m³/s dimensioniert. Kreuzende Gewässer unterqueren den Kanal in Dükern. An den Kreuzungsstellen kann Wasser aus dem Kanal übergeleitet werden. Das Pumpwerk Dersewitz war ursprünglich mit 7 Pumpen ausgerüstet, die je 1,95 m³/s 11,6 Meter hoch heben konnten.
Der Bau des Peene-Südkanals war eines der größten Bewässerungsvorhaben der DDR. Es wurden 65,1 Millionen Mark investiert, davon entfielen 33,9 Millionen Mark auf den Kanal und 14,0 Millionen Mark auf das Pumpwerk. Nach dem Ende der DDR ging die Wasserentnahme aus der Peene aus finanziellen Gründen erheblich zurück. Das Pumpwerk Dersewitz wurde automatisiert; dabei wurde seine Leistung auf 4 Pumpen zu je 0,5 m³/s reduziert. Der Wasserstand im Kanal wird auf einem Mindestwasserstand von 1 Meter gehalten, um eine Zerstörung der Lehmdichtung zu verhindern.